# 新巴郡
新巴郡，中国东晋时设置的郡。
晋安帝时分巴西郡置，治所在新巴县（今四川省江油市东北雁门坝）。辖境相当今四川省江油市一带。南梁天监时，北魏据郡地，改隶西益州。西魏时，改隶利州。隋朝开皇三年（583年）废。